# Makloševac
Makloševac falu Horvátországban, Eszék-Baranya megyében. Közigazgatásilag Nekcséhez tartozik.

## Fekvése
Eszéktől légvonalban 44, közúton 52 km-re nyugatra, Diakovártól légvonalban 28, közúton 36 km-re északnyugatra, községközpontjától 4 km-re délkeletre, Szlavónia középső részén, a Krndija-hegység északi lejtőin, a Lapovac-tó közelében fekszik.

## Története
A település az 1920-as években létesült erdőirtással Ceremošnjak északi, Makloševac nevű határrészén, a Vukojevacról Ceremošnjakra vezető erdei út mentén, a nekcsei uradalom területén. Első lakói erdei munkások voltak, akik az itteni fatelepen dolgoztak. Lakosságát 1931-ben számlálták meg először önállóan, amikor 68-an lakták. A második világháború után újabb, főként szerb anyanyelvű lakosság települt be ide. 1953-tól számít önálló településnek. 1991-ben lakosságának 47-47%-a horvát és szerb, 4%-a jugoszláv nemzetiségű volt. 2011-ben 130 lakosa volt.

## Lakossága
| Lakosság változása | Lakosság változása | Lakosság változása | Lakosság változása | Lakosság változása | Lakosság változása | Lakosság változása | Lakosság változása | Lakosság változása | Lakosság változása | Lakosság változása | Lakosság változása | Lakosság változása | Lakosság változása | Lakosság változása | Lakosság változása |
| ------------------ | ------------------ | ------------------ | ------------------ | ------------------ | ------------------ | ------------------ | ------------------ | ------------------ | ------------------ | ------------------ | ------------------ | ------------------ | ------------------ | ------------------ | ------------------ |
| 1857               | 1869               | 1880               | 1890               | 1900               | 1910               | 1921               | 1931               | 1948               | 1953               | 1961               | 1971               | 1981               | 1991               | 2001               | 2011               |
| 0                  | 0                  | 0                  | 0                  | 0                  | 0                  | 0                  | 68                 | 113                | 153                | 166                | 154                | 136                | 157                | 158                | 130                |

(1931-től településrészként, 1953-tól önálló településként.)